# Polír
Polír je starší název pro vedoucího stavby. Pochází z funkce palíra (parléře, parlíře), zástupce středověké stavební huti.
V období baroka měl polír poměrně důležitou funkci a často tvůrčím způsobem ovlivňoval výslednou podobu stavby. Jako polír začínal nejeden architekt, např. Kryštof Dientzenhofer.
Funkce byla hojně využívána ještě v době výstavby československého pohraničního opevnění v letech 1935–1938. Polír dohlížel na to, aby byl zachován technologický postup stavebních prací a kontroloval stavební dělníky.